# Manners Hill Park
Manners Hill Park är en park i Australien. Den ligger i delstaten Western Australia, omkring 10 kilometer sydväst om delstatshuvudstaden Perth.
Runt Manners Hill Park är det mycket tätbefolkat, med 1 754 invånare per kvadratkilometer.. Närmaste större samhälle är Perth, omkring 10 kilometer nordost om Manners Hill Park. 
Runt Manners Hill Park är det i huvudsak tätbebyggt. Genomsnittlig årsnederbörd är 1 018 millimeter. Den regnigaste månaden är maj, med i genomsnitt 176 mm nederbörd, och den torraste är februari, med 9 mm nederbörd.